# Stigmatopteris jamaicensis
Stigmatopteris jamaicensis är en träjonväxtart som först beskrevs av Nicaise Augustin Desvaux, och fick sitt nu gällande namn av George Richardson Proctor. Stigmatopteris jamaicensis ingår i släktet Stigmatopteris och familjen Dryopteridaceae. Inga underarter finns listade.